# Vicente González Lizondo
Vicente González Lizondo (Valencia, 22 de agosto de 1942-Valencia, 23 de diciembre de 1996) fue un político español, figura líder del regionalismo valenciano anticatalanista y de corte conservador conocido como "blaverismo".

## Carrera
Inicialmente en la Unión Regional Valenciana, en 1982 fundó el partido Unión Valenciana, del que fue elegido presidente. En las elecciones municipales de 1983, salió elegido concejal en Valencia, cargo que repitió en las de 1987, en las que UV fue el segundo partido más votado, después del PSOE. Cuando el alcalde, el socialista Ricard Pérez Casado, dimitió a finales de 1988, González Lizondo presentó su candidatura con el apoyo de Alianza Popular, pero fue derrotado por la socialista Clementina Ródenas por 14 votos a 13. La candidatura de Lizondo no consiguió el apoyo del Centro Democrático y Social.
En las elecciones generales de 1989 fue uno de los dos diputados de UV, siendo portavoz del Grupo Mixto. Gracias al pacto con el PP en las elecciones municipales de 1991, Lizondo fue primer teniente de alcalde de Valencia, con Rita Barberá como alcalde, pero dimitió al año siguiente después de que un miembro de UV abandonara el grupo y el equipo municipal PP-UV perdiera la mayoría en el ayuntamiento.
En las elecciones generales de 1993 González Lizondo vuelve a ser diputado, ahora en solitario, e integrado en el Grupo Mixto. Pero en octubre de 1994 renunció a su escaño, meses después de haber sido intervenido del corazón, siendo sustituido por José María Chiquillo. Sin embargo se presentó a las elecciones autonómicas de 1995, y consiguió ser diputado. Gracias al pacto del pollo (tal y como él mismo lo denominó), Eduardo Zaplana, del Partido Popular, accedió a la presidencia de la Generalidad Valenciana, y Lizondo fue nombrado presidente de las Cortes Valencianas, entrando Unión Valenciana en el gobierno.
En noviembre de 1996, tras numerosos enfrentamientos con la nueva dirección del partido, encarnada por Héctor Villalba, González Lizondo fue expulsado de Unión Valenciana al considerar la mayoría de la militancia que había propiciado un deslizamiento del partido hacia el Partido Popular. Durante un pleno del parlamento el 18 de diciembre sufrió un infarto, y murió días después por un paro cardíaco.